# Todenbüttel
Todenbüttel ist eine Gemeinde im Kreis Rendsburg-Eckernförde in Schleswig-Holstein.

## Geografie

### Geografische Lage
Das Gemeindegebiet von Todenbüttel erstreckt sich im Bereich der naturräumlichen Haupteinheit Heide-Itzehoer Geest (Nr. 693) zwischen Rendsburg und Itzehoe an der Haalerau in ländlicher Umgebung. Ursprünglich ein linker Nebenfluss der Eider, entwässert die Au heute etwas früher in den Nord-Ostsee-Kanal kurz vor Kanalkilometer 45.

### Gemeindegliederung
Die Gemeinde gliedert sich in verschiedene Wohnplätze. Neben dem namenstiftenden Kirchdorf befinden sich auch der Ortsteil Maisborstel, teilweise das weitere Dorf Wettersberg, sowie die Häusergruppen Mückenbusch und teilweise Kramberg, außerdem auch die Hofsiedlungen Grevensberg und Söhren im Gemeindegebiet.

### Nachbargemeinden
Unmittelbar angrenzende Gemeindegebiet von Todenbüttel sind:
|               | Haale                                       |             |
| Lütjenwestedt | Kompassrose, die auf Nachbargemeinden zeigt | Nienborstel |
| Beringstedt   | Osterstedt                                  |             |

## Geschichte
Siedlungshistorisch gehört Todenbüttel zu den Büttel-Ortschaften.
Die evangelisch-lutherische Dreieinigkeitskirche zu Todenbüttel wurde am 5. Oktober 1863 nach zweijähriger Bauzeit durch Bischof Wilhelm Heinrich Koopmann eingeweiht. Der Kirchengemeinde Todenbüttel werden die Einwohner evangelisch-lutherischen Glaubens in den Gemeinden Beringstedt, Haale, Lütjenwestedt, Osterstedt und Todenbüttel zugeordnet.
Bevor die Kirche errichtet wurde, gehörte Todenbüttel zum Kirchspiel Schenefeld.

## Politik

### Gemeindevertretung
Bei der Kommunalwahl am 14. Mai 2023 wurden insgesamt elf Sitze vergeben. Diese fielen erneut alle an die Aktive Wählergemeinschaft Todenbüttel. Die Wahlbeteiligung betrug 58,4 %.

### Wappen
Blasonierung: „Von Blau und Silber schräglinks im Wellenschnitt geteilt mit zwei Eichenblättern in verwechselten Farben.“

## Wirtschaft und Infrastruktur
Die Wirtschaft in der Gemeinde ist historisch primär von der Urproduktion in der Landwirtschaft geprägt. Deren Bedeutung ist im Zuge des landwirtschaftlichen Strukturwandels schwindend und wird mittlerweile von der Wohnnutzung überlagert. Als Betrieb des Lebensmitteleinzelhandels ist im Ort ein Nahkauf-Markt ansässig. An der Westgrenze des Gemeindegebietes liegen Teile der NATURA 2000-Gebiete FFH-Gebiet Haaler Au und des europäischen Vogelschutzgebietes Haaler Au.

### Bildung
In der Gemeinde besteht die Schule Todenbüttel als Teil der fusionierten Theodor-Storm-Dörfergemeinschaftsschule in Hanerau-Hademarschen.

### Verkehr
Ins Gemeindegebiet von Todenbüttel führt die Kreisstraße 82. Diese zweigt beim Ortsteil Barlohe in der Gemeinde Nienborstel von der etwas weiter östlich verlaufenden Bundesstraße 77 ab und führt von/nach Seefeld an der schleswig-holsteinischen Landesstraße 128.

## Sehenswürdigkeiten

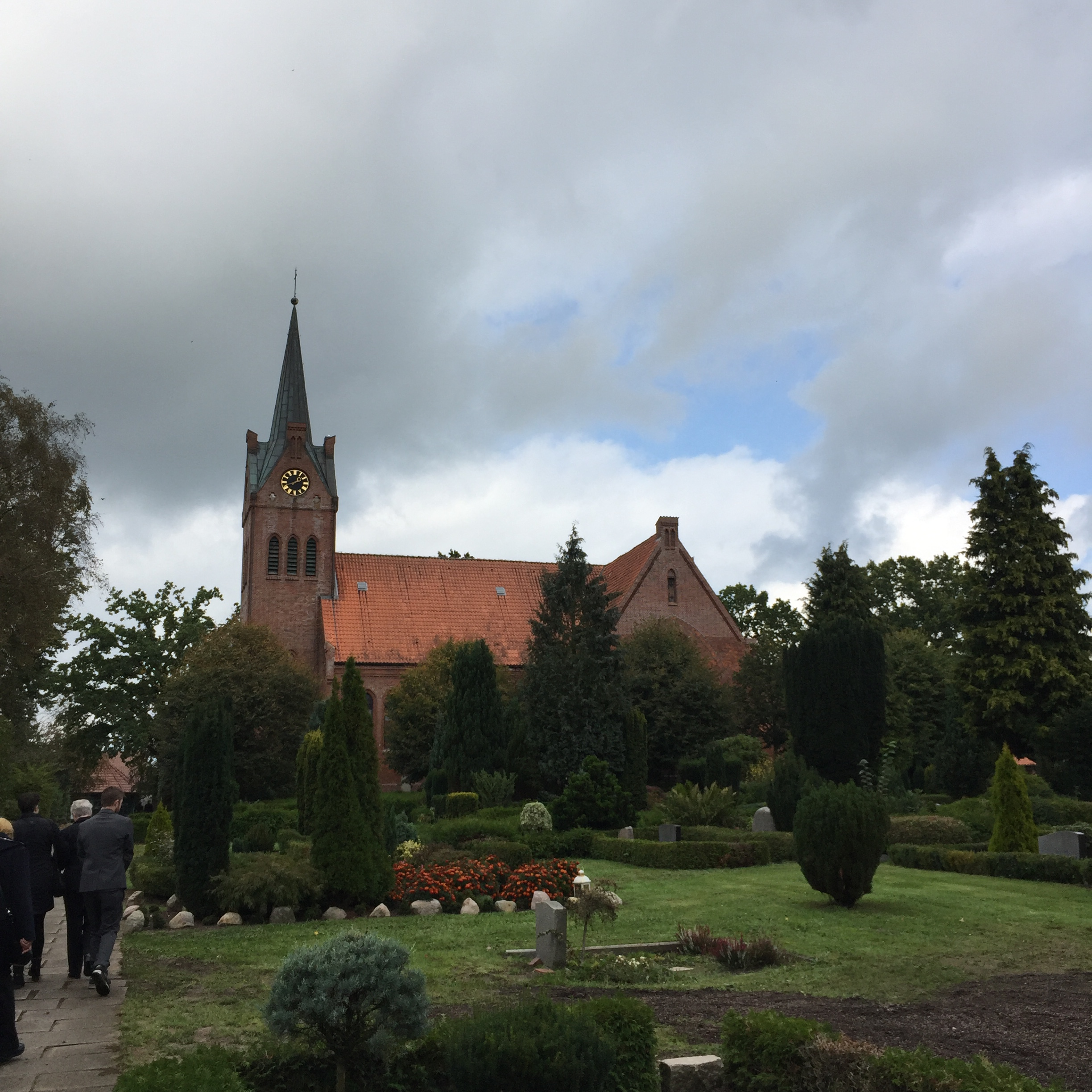
Dreieinigkeitskirche

- Liste der Kulturdenkmale in Todenbüttel

## Söhne und Töchter der Stadt
- Johannes Herbert Schroeder (1939–2018), deutscher Geowissenschaftler